# زندگی به مثابه بیماری آمیزشی مرگبار
زندگی به مثابه بیماری آمیزشی مرگبار (لهستانی: Życie jako śmiertelna choroba przenoszona drogą płciową) یک فیلم درام به کارگردانی کشیشتف زانوسی محصول سال ۲۰۰۰ است. از بازیگران آن می‌توان به زبیگنیف زاپاشیه‌ویچ، کریستیانا یاندا، و یژی راجیویوویچ اشاره کرد.